# Troisième République (Hongrie)
Pour les articles homonymes, voir Troisième République et République de Hongrie.
depuis 1989
Entités précédentes :
- République populaire de Hongrie

La Troisième République (en hongrois Harmadik Magyar Köztársaság) est le régime politique de type républicain actuellement en vigueur en Hongrie. 

## Présentation
Officiellement nommée république de Hongrie (Magyar Köztársaság) de sa création le 23 octobre 1989 jusqu'au 31 décembre 2011 puis simplement Hongrie (Magyarország) depuis le 1er janvier 2012, il a succédé à la république populaire de Hongrie (Magyar Népköztársaság). Sa base légale est la loi XXXI de 1989 réformant la constitution de 1949. 
Le chef de l'État est le président de la République et le chef du gouvernement le Premier ministre de la Hongrie. Le 1er janvier 2012, la constitution de la Hongrie est devenue la Loi fondamentale de la Hongrie.